# Ripley (Surrey)
Ripley è un villaggio e parrocchia nel Surrey, in Inghilterra, sviluppatosi sulla strada principale A3 da Londra a Portsmouth.

## Geografia fisica
Il villaggio è situato vicino all'autostrada M25 e 10,5 km (6,5 miglia) a sud-est di Woking, a 11 km (6,8 miglia) a nord-est di Guildford e di circa 38 km (24 miglia) a sud-ovest del centro di Londra.

## Luoghi di interesse
Il villaggio comprende una locanda, l'Hotel Talbot che risale al 1453 e un ristorante, Drake, che è stato premiato con una stella Michelin e 3 rosette AA. Vi era anche un calzaturificio specializzato, James Clifford. La chiesa del villaggio, intitolata a Santa Maria Maddalena, ha una bella cappella in architettura normanna.

## Sport
Il cricket è da 200 anni uno sport molto popolare. Nel 1870, anche il ciclismo è diventato un'attività molto popolare nel sud dell'Inghilterra e Ripley era abbastanza vicina a Londra così che molti ciclisti si trovavano comodi a sostare a Ripley.

## Curiosità
Ripley è famosa per essere la città natale del grande chitarrista rock / blues Eric Clapton, e il luogo di riposo del figlio, Conor, morto dopo essere caduto a New York dalla finestra di un appartamento.
Ripley è menzionata nelle novelle di H. G. Wells la guerra dei mondi e The Wheels of Chance.